# Paralonchurus goodei
Paralonchurus goodei es una especie de pez de la familia Sciaenidae en el orden de los Perciformes.

## Morfología
Los machos pueden llegar alcanzar los 35 cm de longitud total.

## Alimentación
Come principalmente gusanos y otros invertebrados marinos.

## Hábitat
Es un pez de clima tropical y bentopelágico.

## Distribución geográfica
Se encuentra en el Océano Pacífico oriental: desde México hasta el Perú.

## Uso comercial
Es común en los mercados locales.